# 前田光高
前田 光高（まえだ みつたか）は、加賀藩の第3代藩主。加賀前田家4代。第2代藩主・前田利常の長男。徳川家康、浅井長政・お市夫妻の外曾孫で、藩祖・前田利家の嫡孫である。
子に前田綱紀（長男、初め綱利）、万菊丸（次男）。幼名は犬千代（いぬちよ）。初名は利高（としたか）。

## 生涯
元和元年（1616年）11月20日、前田利光（のちの利常）の長男として生まれる。母は将軍徳川秀忠の娘珠姫（天徳院）。
寛永6年（1629年）4月23日、元服し、母方の叔父にあたる将軍徳川家光より「松平」の名字と偏諱（「光」の一字）を与えられ、松平筑前守光高と称する（逆に「光」の字を諱の下（二文字目）におくのを避けた父・利光は「利常」に改名している）。寛永16年（1639年）の父・利常の隠居に伴い、家督を継ぐ。富山藩、大聖寺藩の分封と、利常の隠居領22万石の確保のため、加賀藩領の石高は歴代藩主では最少の80万石となる。
寛永20年（1643年）、嫡男犬千代（のちの綱紀）が誕生するが、この報せを聞いた直後の参勤で、120里をわずか6泊7日で歩いたスピード記録を持つ。
正保2年（1645年）4月5日、大老酒井忠勝を招いた茶会の席で突然倒れて急死した。享年31（満29歳没）。
父・利常に先立つ死であった。家督および藩主の座は幼少の嫡男・犬千代（のち元服して綱利、綱紀と改名）が継いだが、初めの頃は祖父である利常がそれを補佐する体制がとられた。
法名は陽廣院殿將巌天良大居士。墓所は石川県金沢市野田町の野田山墓地。

## 人物・逸話
- 第3代将軍徳川家光は母方の叔父にあたり、家光はなかなか男子に恵まれなかったため、一時甥であるこの光高を後継者にしようとしたという。
- 両親共美男美女と名高かった故にかなりの美男子と言われ、当時から家光の衆道（男色）相手をしていた時期もあったという噂が流れていた。
- 光高は腕力が絶倫で、指で碁石を碁盤に押し込んだという逸話がある[4]。
- 光高はなかなかの器量人であり、武芸や和漢の才に優れて『遺訓』『銘歌』『一本種』『自論記』など著作が多数ある。また光高は秀忠の外孫のためか幕府に対する忠誠が厚く、このため父の利常と衝突することも少なくなかった[5]。
- 光高は下戸であったとされ、それを物語る逸話がある。隣藩の福井藩主松平忠昌は酒豪であったが、江戸で向かいの屋敷に住んでいた光高が突然死すると、将軍家光は忠昌の健康を心配し、飲酒を控えるように伝えたが、忠昌は短冊に一編の狂歌を書いて、家光への返事とした。「向い（の屋敷）なる加賀の筑前（前田筑前守光高）下戸なれば　三十一で昨日死にけり」　この返事を受け取った家光は、忠昌だからしょうがない、とそのままとなった[3]。ちなみに忠昌は光高の4ヵ月後に死亡した。

## 官職および位階等の履歴
※日付＝旧暦
- 寛永6年（1629年）4月23日 - 元服し、将軍徳川家光の偏諱を授かり光高と名乗る。正四位下左近衛権少将兼筑前守に叙任。
- 寛永16年（1639年）4月23日 - 家督を継ぐ。

## 系譜
- 父：前田利常（1594年 - 1658年）
- 母：珠姫（1599年 - 1622年） - 徳川秀忠の次女
- 正室：大姫（1627年 - 1656年） - 徳川家光の養女、徳川頼房の四女[注釈 3]
  - 長男：前田綱紀（1643年 - 1724年）
  - 次男：万菊丸（1645年 - 1649年）